# Tommy Shaw
Tommy Shaw (Montgomery, Alabama; 11 de septiembre de 1953) es un guitarrista, compositor y cantante de rock progresivo estadounidense, más conocido por su trabajo en la banda Styx, a la que se unió cuando tenía 22 años de edad. En esta banda compuso éxitos como "Blue Collar Man", "Renegade", "Sing For The Day", "Fooling Yourself" y "Too Much Time on My Hands".

## Carrera
El guitarrista se unió al grupo Styx en 1975. El primer álbum en el que participó, Crystall Ball (1976), lleva el nombre de una de las canciones que Shaw escribió. Otras de las canciones que compuso para el disco fueron "Mademoiselle" y "Shooz". El siguiente álbum, The Grand Illusion (1977), incluyó el éxito "Fooling Yourself (The Angry Young Man)", escrito por Shaw.
Ciertas tensiones en la banda, especialmente entre Tommy Shaw y Dennis de Young (fundador del grupo) hicieron que la misma se disolviese en 1984. En tanto Shaw publicó su disco como solista Girls With Guns.
La banda se reunió nuevamente entre 1989 y 1992, y posteriormente desde 1995 hasta la fecha, pero sin la participación de Dennis de Young.
Shaw ha participado también en otras bandas como Damn Yankees y Shaw-Blades.

## Discografía

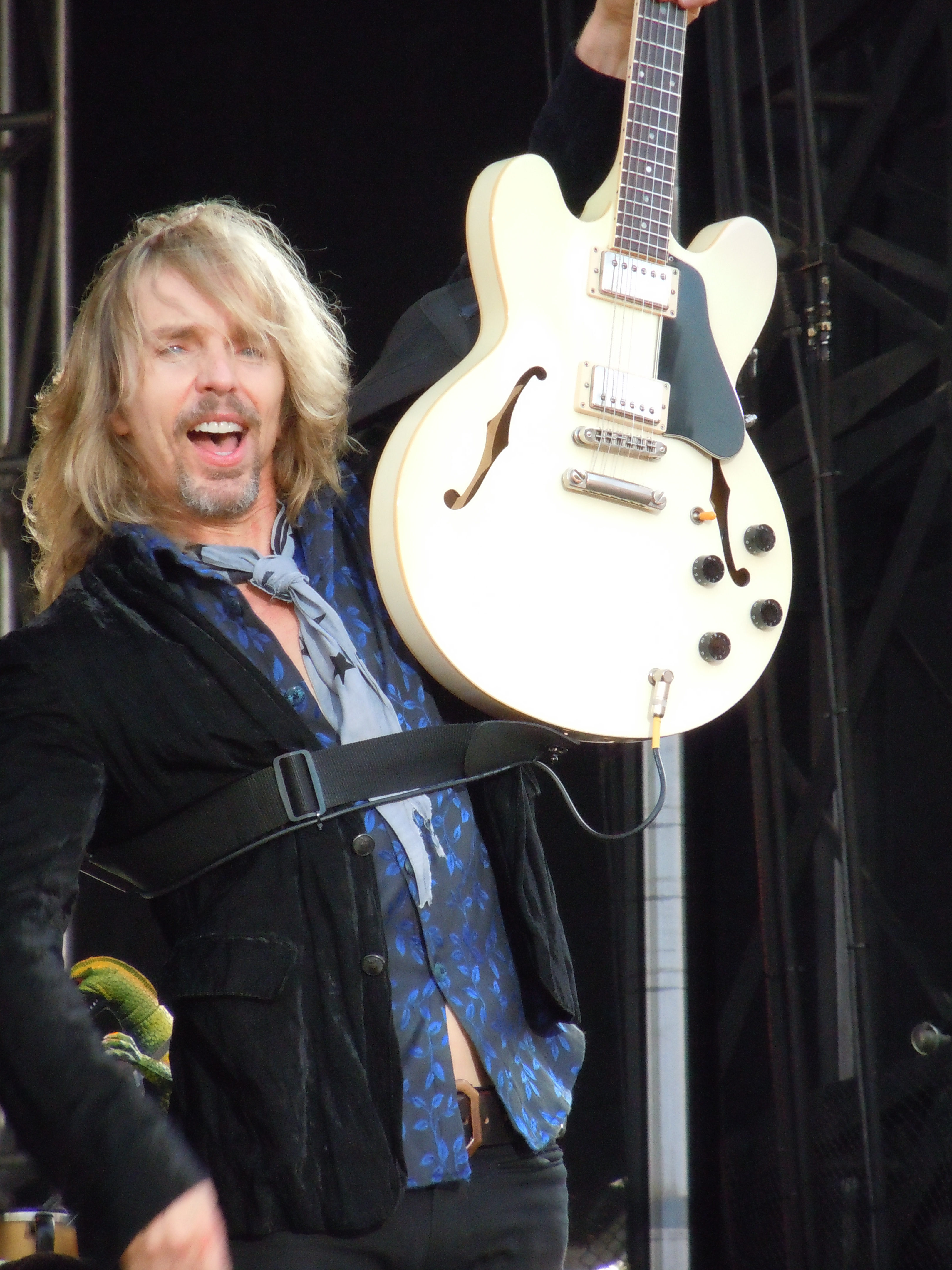
Tommy Shaw en vivo con Styx.

### Con Styx
- Crystal Ball (1976)
- The Grand Illusion (1977)
- Pieces of Eight (1978)
- Cornerstone (1979)
- Paradise Theatre (1981)
- Kilroy Was Here (1983)
- Brave New World (1999)
- Cyclorama (2003)
- Big Bang Theory (2005)
- The Mission (2017)
- Crash Of The Crown (2021)

### Como solista
- Girls with Guns (1984)
- Live in Japan (1985)
- What If (1985)
- Ambition (1987)
- 7 Deadly Zens (1998)
- The Great Divide (2011)

### Con Damn Yankees
- Damn Yankees (1990)
- Don't Tread (1992)

### Con Shaw-Blades
- Hallucination (1995)
- Influence (2007)